# Hamit Altıntop
Hamit Altıntop (Gelsenkirchen, 8 de dezembro de 1982) é um ex-futebolista turco, nascido na Alemanha, que atuava como meia.

## Carreira
Filho de imigrantes turcos, decidiu defender a seleção turca, mesma decisão tomada por seu irmão gêmeo, Halil, com quem jogava no Schalke 04 até a temporada 2006-2007.
Foi o vencedor do Prémio FIFA Ferenc Puskás, em 2010, pelo gol de voleio marcado pela Seleção Turca numa partida contra o Cazaquistão. Para a surpresa de todos, inclusive do vencedor, o troféu foi entregue pelo próprio goleiro Andrei Sidelnikov, que sofrera o gol. Foi um momento de descontração e divertimento.
Em 19 de Maio de 2011, o Real Madrid oficializou a contratação de Altıntop a custo-zero, já que seu contrato com o Bayern Munique havia acabado ao final da temporada 2010-2011. Sendo o clube espanhol, a sua primeira equipe fora do futebol alemão.

## Títulos
Bayern Munique
- Bundesliga: 2007-08, 2009-10
- DFB-Ligapokal: 2006-07
- DFB-Pokal: 2007-08, 2009-10
- DFL-Supercup: 2009-10

Schalke 04
- DFB-Pokal: 2004-05

Real Madrid
- Campeonato Espanhol: 2011-12
- Troféu Santiago Bernabéu: 2010 e 2011

Galatasaray
- Campeonato Turco: 2012-13, 2014-15
- Copa da Turquia: 2013-14, 2014-15, 2015-16
- Supercopa da Turquia: 2012, 2013, 2015

### Prêmios individuais
Prémio FIFA Ferenc Puskás: 2010